# Я — ваш родич
«Я — ваш родич» — радянський художній фільм 1982 року, знятий режисером Шаріпом Бейсембаєвим на кіностудії «Казахфільм».

## Сюжет
Телефільм. З аула до родичів до міста для навчання у математичній школі приїжджає шестикласник Толеген. Переплутавши адресу, він потрапляє до родини Рахметових, котрі прийняли його за свого далекого родича.

## У ролях
- Гуля Беркімбаєва — Айша Рахметова
- Лейла Джумалієва — Гульнар Омарова
- Гульнара Каймолдіна — Роза Бухарбаєва
- Ая Болсанбекова — Баянка
- Ануар Кістауов — Толеген Рахметов
- Рустем Кунгейбаєв — Махамбет
- Асхат Тажибаєв — Єсенжол
- Раїса Мухамедьярова — Айна, мати Айши
- Тамара Косубаєва — бабуся
- Бікен Рімова — Даріга-апа
- Гульжан Аспетова — Разія Ахметівна, директор школи
- Анвар Боранбаєв — Ораз Рахметова, тато Айши
- Нурлибай Єсімгалієв — Куаниш, вчитель математики
- Рахметбай Телеубаєв — товстий чоловік
- С. Султанбеков — епізод
- А. Юсумбаєва — епізод
- Б. Юсумбаєва — епізод
- М. Абусеїтова — епізод
- Куляш Сарсенбаєва — епізод
- Гульнара Єралієва — справжня тітка Толегена
- Куляй Мураталієва — епізод
- Макіль Куланбаєв — двірник
- Бекболат Курмангожаєв — епізод

## Знімальна група
- Режисер — Шаріп Бейсембаєв
- Сценарист — Ірина Тимченко
- Оператор — Енуар Даулбаєв
- Композитор — Анатолій Бичков
- Художник — Рафік Карімов